# Adelobotrys rachidotricha
Adelobotrys rachidotricha är en tvåhjärtbladig växtart som beskrevs av Alexander Curt Brade. Adelobotrys rachidotricha ingår i släktet Adelobotrys och familjen Melastomataceae. Inga underarter finns listade i Catalogue of Life.